# Кармињано (Прато)
Кармињано (итал. Carmignano) је насеље у Италији у округу Прато, региону Тоскана.
Према процени из 2011. у насељу је живело 1865 становника. Насеље се налази на надморској висини од 203 м.

## Становништво
| 1936. | 1951. | 1961. | 1971. | 1981. | 1991. | 2001.  | 2011.  |
| ----- | ----- | ----- | ----- | ----- | ----- | ------ | ------ |
| 9.469 | 8.766 | 8.401 | 7.668 | 7.946 | 9.584 | 11.857 | 13.991 |